# Shila Khodadad
Shila Khodadad (en persan:  شیلا خداداد) née le 5 novembre 1980 à Téhéran, est une actrice iranienne.

## Biographie
Diplômée de l’université Azad en chimie, elle rencontre par hasard Massoud Kimiaei, le réalisateur connu, qui l’invite à jouer dans son premier film, E’teraz  (Le conteste) en 1999.

## Filmographie
- 1999: E’teraz (Le Conteste) de Massoud Kimiaei
- 2000: Abi (Bleu) de Hamid Labkhandeh
- 2000: Issa Miayad (Jésus arrive) d’Ali Djakan
- 2002: Ghalbha-ye na aram  (Les cœurs troublés) de Madjid Mozafari
- 2005: Aquarium d'Iradj Ghader
- 2006: Ezdevadj bé sabké irani   (Mariage à l’iranienne) de Hassan Fathi
- 2006: Soghat-e farang de Kamran Ghadakchian
- 2008: Yek eshtebah-e khochoulou  (Une petite erreur) de Mohsen Damadi
- 2008: Sayeyeh vahshat  (L’ombre de terreur) d’Emad Assadi
- 2008: Khyaban-e bist-o-tchehar-om  (Vingt-quatrième avenue) de Saïd Assadi
- 2008: Pessar-e Adam, dokhtar-e Hava  (Le fils d’Adam, la fille d’Ève) de Rambod Javan
- 2008: Pat-o zamin nazar  (Ne mets pas pied à terre)  d’Iradj Ghaderi
- 2009: Ekhrajiha 2  (Les Hors-jeux II) de Massoud Dehnamaki
- 2009: Saint-Pétersbourg de Behrouz Afkhami
- 2009: Zam Harir d’Ali Rouin Tan